# District Revdinski
Het district Revdinski (Russisch: Ревдинский район) is een district (rajon) van oblast Sverdlovsk in Rusland. Het bestuurlijk centrum is Revda. Het gebied omvat 1106,05 km² waarmee het 0,57% beslaat van de oblast. De grens tussen Europa en Azië loopt door het district. Het district werd na goedkeuring door de bevolking geformeerd op 17 december 1995.
De stad Degtjarsk valt onder het bestuur van het district.